# Pterovianaida
Pterovianaida is een geslacht van wantsen uit de familie van de Tingidae (Netwantsen). Het geslacht werd voor het eerst wetenschappelijk beschreven door Montemayor & Carpintero in 2007.

## Soorten
Het genus bevat de volgende soorten:

- Pterovianaida duckensis
- Pterovianaida melchiori Montemayor & Carpintero, 2007